# Église Santa Maria Immacolata a Villa Borghese
L'église Santa Maria Immacolata a Villa Borghese est un lieu de culte catholique de Rome, situé dans le quartier Pinciano, dans le parc de la villa Borghèse sur la Piazza di Siena.

## Histoire
L'église fait partie du complexe de la Casina di Raffaello. Elle a été construite à la fin du XVIIIe siècle pour le compte du prince Marcantonio Borghese. Les travaux de restauration et d'achèvement ont été terminés en 1829, et à cette occasion, l'église a été décorée de fresques de Pietro Carrarini. La caractéristique principale de l'église est son portique, avec quatre colonnes de style dorique.
L'église est un lieu de culte affilié à la paroisse de sainte Thérèse d'Avila.